# Dollard-Des Ormeaux
Dollard-Des Ormeaux és una ciutat de l'aglomeració de Montreal, dins la província canadenca del Quebec.
Amb una superfície de 15,10 km², Dollard-Des Ormeaux es troba a l'oest de l'illa de Montreal, limitant amb els municipis de Montreal (arrondissements de Pierrefonds-Roxboro i Saint-Laurent), Dorval, Pointe-Claire i Kirkland.
La ciutat pren el seu nom de l'heroi francès Adam Dollard des Ormeaux. Fins al 31 de desembre de 2001 el nom oficial de la ciutat era Dollard-des-Ormeaux.

## Història
El territori que actualment ocupa el municipi de Dollard-Des Ormeaux va formar part inicialment de la parròquia de Sainte-Geneviève, fundada l'any 1741. Posteriorment, la parròquia va patir una sèrie de divisions i Dollard-Des Ormeaux va esdevenir un municipi independent l'any 1924 després de la decisió de la parròquia d'imposar una taxa per les millores realitzades als camins. El nou municipi va rebre el nom de Dollard-Des Ormeaux a proposta del notari Ernest Jamin, que trobava que l'esperit orgullós dels seus habitants encaixava amb el caràcter de la figura històrica Adam Daulac, més conegut com a Adam Dollard des Ormeaux.
El 1960, Dollard-Des Ormeaux va esdevenir una ciutat, adherint-se l'any 1970 a la Comunitat urbana de Montreal. Durant la dècada dels seixanta, Dollard-Des Ormeaux va començar a desenvolupar-se com una ciutat dormitori de Montreal. El 1961, hi havia uns 1 800 residents. Deu anys més tard, la població era ja de 25 000 habitants.

## Població
Segons el cens de 2001, la població de Dollard-Des Ormeaux era de 48 206 habitants. En el cens anterior, el de 1996, el nombre d'habitants de Dollard-Des Ormeaux era de 47 826, el que suposa un creixement demogràfic del 0,8% entre 1996 i 2001.
Tradicionalment Dollard-Des Ormeaux, com d'altres municipis de l'oest de l'illa de Montreal, havia estat residència de ciutadans de parla anglesa i confessió protestant. Ara bé, aquesta afirmació ja no es correspon amb la realitat actual, havent esdevingut Dollard-Des Ormeaux una ciutat multicultural.
L'any 2001, l'anglès continuava sent la llengua materna majoritària entre la població de Dollard-Des Ormeaux, però al contrari del que succeeix en altres municipis de l'oest de l'illa de Montreal, el percentatge d'anglofòns ja no arriba al 50%. D'acord amb la terminologia emprada per Statistique Canada, l'agència federal encarregada de l'elaboració del cens, s'entén per llengua materna la primera llengua apresa a casa durant la infància i encara compresa en el moment d'elaborar-se el cens.
| Llengua materna  | Percentatge |
| ---------------- | ----------- |
| Anglès           | 45,72%      |
| Francès          | 19,07%      |
| Anglès i francès | 0,96%       |
| Altres llengües  | 34,25%      |

Destaca la forta presència d'habitants que tenen una llengua materna altra que el francès o l'anglès, que es coneixen al Quebec amb el nom d'allophones.
Quant a les diferents religions professades pels habitants de Dollard-Des Ormeaux, cal esmentar el fet que el protestants ja no són actualment la comunitat més nombrosa. La relació de confessions religioses presents al municipi, per ordre de fidels, és la següent:
| Religió                  | Percentatge |
| ------------------------ | ----------- |
| Catòlics                 | 39,34%      |
| Jueus                    | 21,14%      |
| Protestants              | 12,72%      |
| Cristians ortodoxos      | 7,93%       |
| Musulmans                | 5,47%       |
| Hindús                   | 2,96%       |
| Altres cristians         | 1,95%       |
| Sikhs                    | 1,48%       |
| Budistes                 | 0,93%       |
| Altres religions         | 0,17%       |
| Cap pertinença religiosa | 5,93%       |

## Administració local
La comunitat de Dollard-Des Ormeaux va esdevenir un barri de la ciutat de Montreal l'1 de gener de 2002, com a conseqüència d'una llei de l'Assemblea Nacional del Quebec. En aquesta data, va entrar en vigor la llei que establia la fusió de tots els municipis situats a l'illa de Montreal, així com algunes illes adjacents, que componien fins aleshores la Comunitat Urbana de Montreal, amb la ciutat vella. Dollard-Des Ormeaux passava així a formar part del nou arrondissement (districte) de Dollard-Des Ormeaux–Roxboro, juntament amb el municipi de Roxboro.
Aquesta fusió, però, no fou ben rebuda per la població de tots els nous barris de Montreal. Posteriorment, amb l'accés dels liberals al govern quebequès, es va organitzar un referèndum sobre la segregació dels municipis fusionats. Aquesta consulta va tenir lloc el 20 de juny de 2004 a Dollard-Des Ormeaux i a uns altres vint-i-un antics municipis. D'aquests, quinze (entre ells Dollard-Des Ormeaux) van votar a favor de tornar a ser municipis independents. Aquesta segregació va entrar en vigor l'1 de gener de 2006.
Ara bé, Dollard-Des Ormeaux no ha recuperat totes les competències de què disposava abans de la fusió. Algunes competències, anomenades competències d'aglomeració, són gestionades pel Consell d'aglomeració, format per la ciutat de Montreal i els municipis segregats.
Actualment, el batlle de Dollard-Des Ormeaux és l'independent Edward Janiszewski. El batlle i els vuit consellers municipals (un per cada districte en què es divideix Dollard-Des Ormeaux) formen el Consell municipal, el principal òrgan director i decisori de la ciutat. Les darreres eleccions municipals van celebrar-se el 6 de novembre de 2005, poc abans de l'entrada en vigor de la segregació de Dollard-Des Ormeaux respecte de Montreal.